# Orac
Orac è un comune della Moldavia situato nel distretto di Leova di 1.037 abitanti al censimento del 2004